# 허무인
허무인(許戊寅, 1908년~1974년 12월 4일)은 대한민국의 정치인이다. 제9대 국회의원으로 선출되었으나 제9대 국회 임기 중 사망하였다.

## 학력
- 경상남도 마산공립고등여학교 졸업 (5년제)

## 약력
- 부산시 초대 시의원
- 부산시의회 문교사회분과위원장
- 대한적십자사 경남지사 부지사장
- 부산시 교육위원
- 여성저축생활 부산시 지부장
- 부산시 시정자문위원
- 1973년 ~ 1974년 : 제9대 국회의원 (유신정우회)

## 역대 선거 결과
| 실시년도 | 선거 | 대수 | 직책     | 선거구           | 정당       | 득표수 | 득표율      | 순위 | 당락 | 비고 |
| -------- | ---- | ---- | -------- | ---------------- | ---------- | ------ | ----------- | ---- | ---- | ---- |
| 1973년   | 총선 | 9대  | 국회의원 | 통일주체국민회의 | 유신정우회 |        | \| \| 0% \| | 지명 |      | 초선 |
|          | 0%   |      |          |                  |            |        |             |      |      |      |